# Йохан Георг III (Саксония)
Йохан Георг III (на немски: Johann Georg III, * 20 юни 1647 в Дрезден, † 12 септември 1691 в Тюбинген) е княз от фамилията Ветини (албертинската линия). От 1680 г. той е курфюрст на Саксония и ерцмаршал на Свещената Римска империя. Той е наричан също „саксонският Марс“.
Той е единственият син на саксонския курфюрст Йохан Георг II (1613– 1680) и Магдалена Сибила фон Бранденбург-Байройт (1612–1687) от фамилията Хоенцолерн, дъщеря на маркграф Христиан (1581–1655) от княжество Байройт и на Мария от Прусия (1579–1649), дъщеря на херцог Албрехт Фридрих (1553–1618).
Йохан Георг III си създава войска от 12 000 души. Той се интересува от музика. През 1689 г. Дрезден има вече 21 300 жители. Йохан Георг III ръководи сам войска от 10 400 души против турците.

## Обсадата на Виена 1683
Той се присъединява към императорската войска и тръгва към Виена. На 12 септември 1683 г. той командва с голяма смелост лявото крило в битката при Виена-Каленберг. През 1686 г. той помага отново в турската война на император Леополд I. Срещу 300 000 талер той изпраща помощен отряд от 5000 души в Унгария.
Той умира в Тюбинген вероятно от холера или чума и е погребан в оловен саркофаг в катедралата на Фрайберг.

## Деца
Йохан Георг III е женен от 9 октомври 1666 г. за Анна София Датска (1647–1717), най-възрастната дъщеря на краля на Дания Фридрих III (1609–1670) и София Амалия фон Брауншвайг-Каленберг (1628–1685). С нея той има два сина:
- Йохан Георг IV (1668–1694), курфюрст на Саксония
- Август II Силния (1670–1733), курфюрст на Саксония и крал на Полша

С венецианската певица Маргарита Саликола (fl.: 1682 – 1706) той има извънбрачен син:
- Йохан Георг Максмилиан фон Фюрстенхоф (1686–1753), архитект